# 総合政策研究科
総合政策研究科（そうごうせいさくけんきゅうか、英称：The Graduate School of Policy Studies）は、日本の大学院研究科のうち、総合政策学に関する高度な教育・研究を行う機構の1つである。具体的な研究分野については総合政策学部も参照。

## 概要
主に、総合政策学部の上位に連続した形で設置され、博士前期課程（修士課程）および博士後期課程（博士課程）あるいはそれに相当する課程で構成される。学位は、修士課程は修士（総合政策）または修士（学術）を、博士課程は博士（総合政策）または博士（学術）を修めることができる。包摂する領域を掲げる研究科、専攻またはコースは、それに相当する専攻名称等に応じた学位を修める。

## 総合政策研究科を置く大学
公立
- 岩手県立大学

私立
- 尚美学園大学
- 中央大学
- 愛知学院大学
- 南山大学
- 関西学院大学
- 徳島文理大学
- 駿河台大学

## 総合政策研究科と類似する研究科名称
国立
- 福島大学大学院 地域政策科学研究科

公立
- 高崎経済大学大学院 地域政策学研究科

私立
- 千葉商科大学大学院 政策情報学研究科
- 聖学院大学大学院 政治政策学研究科
- 青山学院大学大学院 総合文化政策学研究科
- 法政大学大学院 公共政策研究科
- 京都橘大学大学院 文化政策学研究科
- 同志社大学大学院 総合政策科学研究科
- 立命館大学大学院 政策科学研究科
- 龍谷大学大学院 政策学研究科
- 大阪商業大学大学院 地域政策学研究科

## 総合政策学を専攻できる他の研究科名称
- 南山大学大学院 社会科学研究科 総合政策学専攻
- 中京大学大学院 経済学研究科 総合政策学専攻

## 大学院大学
- 政策研究大学院大学